# 早川敦子
早川 敦子（はやかわ あつこ、1967年5月30日 - ）は、中京圏を拠点に活動するローカルタレント・フリーアナウンサー・気象予報士。タレントオフィスともだち名古屋オフィス所属。愛知県西春日井郡新川町（現・清須市）出身。身長156cm。血液型AB型。

## 来歴
1990年から1993年までテレビ静岡のアナウンサーを務めた後、同局を退社。その後は活動拠点を地元中京圏へと移し、中京圏各局のローカルテレビ番組やラジオ番組に出演し続けている。1998年4月から1999年3月までは東海テレビの契約アナウンサーを務めていた。

## 人物
- 気象予報士の資格のほか、NPO法人バイオクリマ研究会が認定する健康気象アドバイザーの資格や、日本野菜ソムリエ協会が認定する野菜ソムリエの資格を有する。また、四級小型船舶操縦士の免許を所持する。
- 趣味は旅行。特技は写真、アルトサックス、水上オートバイ、スノーボード、スキー。

## 出演

### テレビ番組
- 夢咲く国 静岡[1]（テレビ静岡）
- 情報交差点DO![1]（テレビ静岡）
- TV CITY 静岡[1]（テレビ静岡）
- ミックスパイください（CBCテレビ） - 木曜担当。
- テルモ健康天気予報（CBCテレビ）
- 若いダイヤル（CBCテレビ）
- 名古屋発!新そこが知りたい（CBCテレビ）
- おめざめワイド600 （中京テレビ）
- ズームイン!!朝! 中京テレビローカルパート（中京テレビ）
- コケコッコー（名古屋テレビ）
- ぴーかんテレビ 元気がいいね! （東海テレビ）
- すっぴんテレビ（東海テレビ）
- 夢発信ぎふ（東海テレビ）
- ダイナミック競馬（三重テレビ）
- なるほど夢情報（岐阜テレビ）
- みの・ひだ愛ランド Tanto （岐阜テレビ）
- みの・ひだ! （ぎふチャン）
- 夕がた屋テ! （ぎふチャン） - 木曜・金曜担当。
- ぎふ県政ほっとライン（ぎふチャン）
- 週刊 GLOCAL EYE（チャンネルCTY）

### ラジオ番組
- 多田しげおの気分爽快!!朝からP・O・N - 火曜日の暮らしに鉄分、早川敦子のそぼQのコーナー担当。（CBCラジオ）
- 0時半です松坂屋ですカトレヤミュージックです（CBCラジオ）
- もぎたてのカボチャたち（CBCラジオ） - 金曜担当。
- きく!ラジオ （CBCラジオ）
- 重盛啓之の元気! Mori Mori （CBCラジオ）
- 小堀勝啓の心にブギウギ! （CBCラジオ） - 情報コーナー「暮らしの知恵袋」水曜担当。
- ツー快!お昼ドキッ（CBCラジオ） - 火曜担当。
- 早川敦子の朝テン! （CBCラジオ）
- ごごイチ（CBCラジオ） - 木曜街角リポートコーナー「早川敦子の猫を探して」担当。
- GOGO競馬サンデー!（CBCラジオ）
- 荒木とよひさの明るく元気にヨーイドン!→朝からハッピー 荒木とよひさのちょっといいラジオ（CBCラジオ）
- 歌武蔵の週刊らじちゃんこ（CBCラジオ）
- グリーンシャワー（エフエム愛知）

### CM
- 鶴弥